# Claude und Yves Rémy
Claude Rémy (* 15. September 1953 in Lausanne) und Yves Rémy (* 1. März 1956 in Lausanne) sind Schweizer Kletterer und Brüder, die Hunderte von Kletterrouten in Europa, vor allem in der Schweiz, eröffnet und erstbestiegen haben. Sie haben ganze Felsbereiche neu erschlossen und rund 12.000 neue Seillängen damit für andere Kletterer begehbar gemacht; sie wurden damit zu Wegbereitern des Kletterns als Breitensport insbesondere in den Alpen. In zahllosen Büchern haben sie diese festgehalten und über das Klettern geschrieben.

## Leben
Claude und Yves Rémy sind die Söhne von Marcel und Bertha Rémy, der Vater war ebenfalls ein begeisterter Kletterer und Bergsteiger und nahm seine Söhne sehr früh mit in die Berge. Bei Marcel gingen sie in eine harte Schule: Schnelligkeit war wesentlich und auch schlechtes Wetter war keine Ausrede – wesentliche Voraussetzungen als Kletterer. Die Ausrüstung war spärlich, sie hatten nur ein paar Schuhe fürs Klettern, Wandern und Skifahren und mussten sparen: Statt einer Bahnfahrt mussten sie zum Berg laufen. Als der Vater 1969 einen Unfall hatte und monatelang nicht in die Berge konnte, begannen die Brüder, alleine die Berge zu erobern. Auf die Idee, nicht nur zu klettern, sondern neue Routen einzurichten, brachte sie der Franzose René Desmaison, einer der führenden Alpinisten der 1950er und 1960er Jahre mit den Worten: „Bestehende Routen kannst du immer noch wiederholen, aber Erstbegehungen musst du jetzt machen.“
Yves Rémy hatte eine Ausbildung als Klempner, arbeitet aber die letzten Jahre als Verkäufer in einem Sportgeschäft, über Jahrzehnte hinweg nur halbtags, um genügend Zeit zum Klettern zu finden. Claude Rémy hatte eine Ausbildung als Mechaniker, übte aber über die Jahre unterschiedliche Berufe aus, seit 2003 arbeitet er hauptsächlich als Journalist und Autor über alpinhistorische Themen und übers Klettern. Auch er arbeitet nicht Vollzeit, für beide ist Klettern der wesentliche Lebensinhalt. Sie begreifen sich als Team, das sehr harmoniert, ähnliche Ansichten hat und auch einen gleichen Musikgeschmack, vor allem Hardrock. Sie haben die überwiegende Anzahl der Erstbegehungen gemeinsam unternommen und tun dies 2023 noch immer.

## Alpinistische Karriere
Im Sommer 1971 machten die Rémys ihre erste Erstbegehung an der Ostwand der Gais Alpins, diese wurde von ihnen technisch geklettert. Zu diesem Zeitpunkt war Claude 18 und Yves 15 Jahre alt. Jahrzehnte später begingen sie die Route frei, diese ist eine Route in einem sehr hohen Schwierigkeitsgrad (7a). In den Jahren 1979 bis 1981 eroberten die Brüder die Berge um Chamonix, besonders in der Petit Dru und der Aiguelle Verte legten sie mit Kameraden sehr anspruchsvolle Neutouren an, wie die C’est arrive demain (Es geschah morgen) und les strapontins du paradis (Notsitze im Paradies). Erstgenannte Tour ist eine Kletterroute, die durch die 1000-m-Wand der Petit Dru führt, bei der Erstbesteigung wurden nur 20 Haken geschlagen, der Rest komplett mit mobilen Sicherungsmitteln abgesichert.
Mitte der 1970er entdeckten sie für sich die Verdonschlucht (Gorges du Verdon), eine Schlucht in den französischen Alpen mit 300 m hohen steilen, manchmal auch überhängenden Wänden. Insgesamt mehr als 100 Routen eröffneten Claude und Yves hier und trugen damit entscheidend bei, dass das Klettergebiet Verdonschlucht eines der Traumziele von Kletterern wurde.
Zu Beginn der 1980er Jahre entdeckten die Brüder Rémy eine 500 m hohe Gletscherschliffplatte am Grimselsee, in der sie in den Folgejahren etliche Neurouten einrichteten. Sie nannten die gesamte Platte Eldorado, weil Abwechslung und Genuss garantiert sind und durch die südseitige Ausrichtung direkt über dem See ein freundliches Ambiente herrscht. Innerhalb nur weniger Tage eröffneten sie eine Anzahl von langen Alpinrouten. Die bekannteste Route ist die Motörhead, eine 14 Seillängen lange Route durch Granit, die zu einem Klassiker wurde und auch dementsprechend oft begangen wird. Diese Route und die Route Septumania im selben Gebiet gehören zu den Lieblingsrouten der Rémys. In der Folgezeit richteten die Brüder noch fast 40 weitere Routen im gleichen Gebiet ein. Typisch für die Brüder ist auch, dass sie immer wiederkehren und die Routen sanieren und mit neuen Haken ausstatten. Sie legen Wert darauf, dass Wiederholer ihre Routen mit bestmöglicher Sicherheit begehen können.
Am Sanetschpass nördlich von Sion auf über 2000 m Höhe haben die Brüder 1982 ein komplett neues Gebiet eingerichtet, mit über 100 Touren. Der raue und kompakte Fels und die von den Brüdern angebrachten guten Sicherungsmöglichkeiten haben dazu geführt, dass dieses Gebiet sehr schnell bekannt und beliebt wurde.
Aber auch eher ungewöhnliche Ziele hatten die Rémy Brüder: So waren sie Mitte der 1980er Jahre im Wadi Rum, Jordanien, in dem sie auch etliche Touren eröffneten.

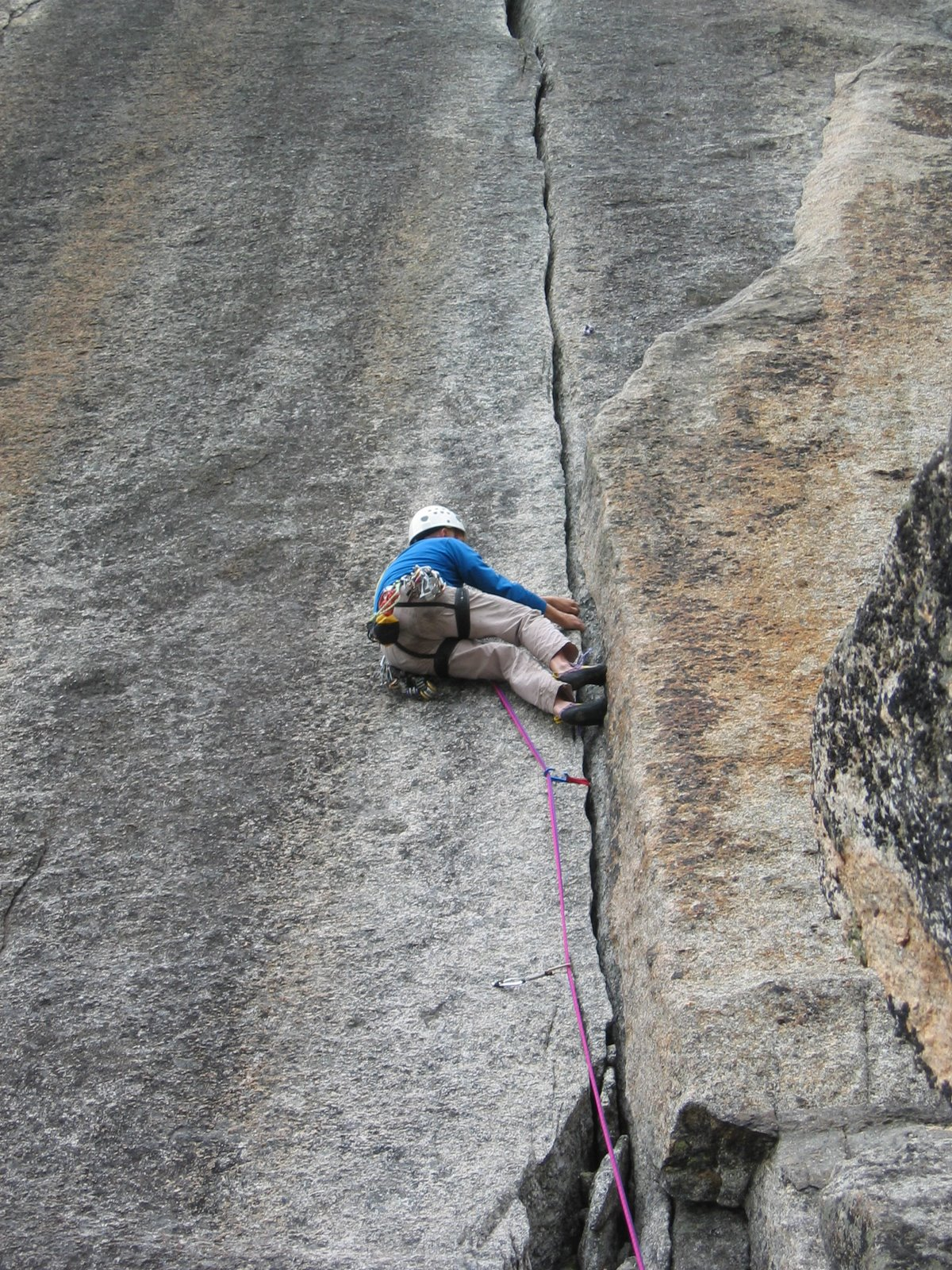
Super-fissure an der Grauen Wand, Schweiz, Route Conquest (7a)

Ende der 1980er eröffneten sie an der Grauen Wand, Schweiz, eine neue Route, die Conquest. Diese wurde berühmt, da sie einen der längsten Hand- und Piazrisse enthält, genannt Super-Fissure, der 50 m gerade nach oben zieht und an Kletterer besondere Anforderungen stellt.
Unzählige andere Routen im Bereich Grimsel und Handegg folgten, wie z. B. der Sektor Cascade am Grimsel, der ebenfalls von den Brüdern Rémy eröffnet wurde. Diese sind besonders beliebt wegen ihrer kurzen und unproblematischen Zustiege. Aber sie haben nicht nur leicht erreichbare Touren erschlossen, sondern auch solche mit einem langen und anspruchsvollen Zustieg und eher rarer Absicherung. Ein Beispiel dafür sind ihre Erstbegehungen an der Südostwand der Dome de Slot, einer Felspyramide im Distelgrad oberhalb der Burghütte.
Auf der griechischen Insel Kalymnos hinterließen die Brüder während der 2010er Jahre mehr als 600 Touren, diese haben sie auch mit Haken ausgerüstet. Im Jahre 2018 weiten die Brüder ihre Aktivitäten in Griechenland aus und eröffnen alleine Januar/Februar 2018 über 70 Routen in der Nähe von Leonidio. Der Fels von Leonidio ist häufig durch bizarre, rostbraune Sinterstrukturen gekennzeichnet.

## Gesamtbewertung
Viele der Rémy-Routen sind zu Klassikern geworden. Insbesondere alpine Gebiete wie Grimselpass, Salbitschijen, Schlossberg, Wendenstöcke, Engstlenalp, Fieschertal, Sanetschpass, Miroir d’Argentine oder Verdonschlucht wurden von den Brüdern durch alpine Kletterrouten erschlossen. Aber auch viele (Sportkletter-)Routen im französischen Verdon und in St. Loup in den Waadtländer Alpen sowie neue Gebiete in Griechenland wie Kalymnos und Leonidio tragen ihre Handschrift. Insgesamt haben die Brüder Rémy mehr als 12000 Seillängen erstbegangen, weltweit gibt es wohl keine andere Seilschaft, die auf eine vergleichbare Anzahl an Neutouren kommt.

## Auszeichnungen
2016 erhielten die Brüder die Goldmedaille der King Albert I Memorial Foundation für ihr Lebenswerk und ihren beispielhaften Teamgeist. 2017 wählte die Abgeordnetenversammlung des Schweizer Alpenclubs die Brüder Rémy zu Ehrenmitgliedern des SAC.